# Nudelman-Suranov NS-45
El Nudelman-Suranov NS-45 era una versión más grande del cañón automático soviético Nudelman-Suranov NS-37. Fue probado a bordo de 44 cazas Yakovlev Yak-9K durante la Segunda Guerra Mundial, pero demostró tener un retroceso excesivo y desgastaba rápidamente la estructura de los aviones. El Nudelman-Suranov NS-45 también fue instalado en el prototipo del caza nocturno Túpolev Tu-1 después de la Segunda Guerra Mundial.

## Diseño y desarrollo
El Nudelman-Suranov NS-45 fue creado a partir de la decisión de julio de 1943 del Comité de Defensa del Estado, de armar a los cazas soviéticos con cañones automáticos de 45 mm. Como ya se habían instalado cañones automáticos de 37 mm a bordo de algunos cazas soviéticos y del Lend-Lease, el modo de instalación del cañón automático de 45 mm tendría su caña pasando entre los cilindros del motor V12 y a través del buje de la hélice, en este caso del Yakovlev Yak-9. Por lo tanto, la principal dificultad a la hora de diseñar el cañón automático de 45 mm fue la limitación impuesta por los cilindros del motor. Teniendo en cuenta el diámetro del obús de 45 mm, los cilindros del motor del Yak-9 solamente permitían la instalación de una caña con un espesor de 4 mm, que era casi la mitad del espesor de la caña del Nudelman-Suranov NS-37. Otra fuente indica un diámetro de 55 mm en la abertura del eje reductor del motor, resultando en una caña con un espesor de 3,75 mm para el NS-45 respecto a los 7,1 mm de espesor de la caña del NS-37, ambos medidos en este punto que estaba a uns 61 cm de la boca del cañón.
La decisión del Comité de Defensa fue seguida por una breve competencia de diseños entre los burós de diseño soviéticos OKB-15 y OKB-16. El primero propuso una versión más grande de su poco fiable Shpitalny Sh-37; aunque produjeron un prototipo que pasó las pruebas de fábrica a bordo de un LaGG-3, su cañón automático de 45 mm no fue aceptado para pruebas estatales a causa de los conocidos problemas de diseño del Sh-37. OKB-16 presentó una versión más grande de su exitoso NS-37. El retroceso del NS-45 tenía una fuerza de 7 t, un 40% más grande que la fuerza del retroceso del NS-37 (unas 5,5 t). En consecuencia, el NS-45 fue equipado con un freno de boca - una primicia en el diseño de aviones soviéticos.
Al mismo tiempo que se diseñaba el cañón automático, se desarrolló un nuevo proyectil a partir del obús de alto poder explosivo de 45 mm del cañón antiaéreo 21-K. Este llevaba en su base una carga trazadora que ardía por 11 segundos y estaba equipado con una espoleta de impacto MG-8. La longitud total del nuevo cartucho se limitó a la misma de la munición del NS-37: 328 mm. Para poder instalar el nuevo obús, se le alargó el cuello al casquillo y se redujo ligeramente su longitud, de los 195 mm del NS-37 a 185 mm. El nuevo cartucho de 45 mm pesaba 1,93 kg, de los cuales 1,06 kg era el peso de su obús. La velocidad de boca del NS-45 era de 780 m/s y tenía una cadencia de 260-280 disparos/minuto.

## Producción y servicio
El NS-45 fue producido en pequeñas cantidades en la Fábrica Número 74 durante los dos últimos años de la guerra. En 1944 se produjeron 75 unidades y en 1945 otras 120.

### Yak-9K

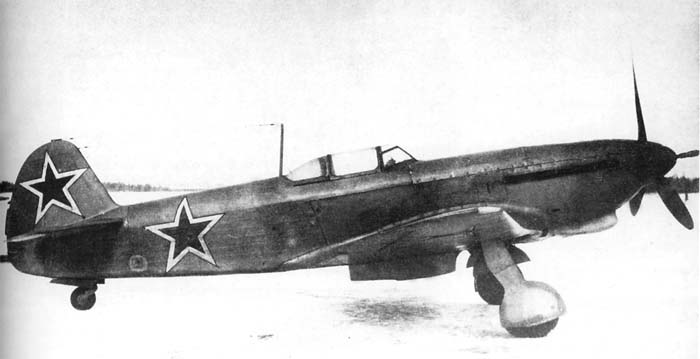
Este Yak-9T modificado para emplear el cañón automático NS-45 fue el primer prototipo del Yak-9K.

En los cazas, el NS-45 fue instalado por primera vez a bordo de un Yak-9T modificado, que normalmente iba armado con un cañón automático NS-37. Este avión, con el número de serie 0121, fue el primer prototipo del Yak-9K. El sufijo "K" era la abreviación de Krupnokalibernyi, gran calibre en ruso. El protuberante cañón y freno de boca del NS-45 hacían que el Yak-9K fuera 20 cm más largo que el Yak-9T. El NS-45 era alimentado mediante una cinta de 29 proyectiles. El otro armamento del Yak-9K era una ametralladora UBS de 12,7 mm sincronizada, con una cinta de 200 cartuchos. El peso de fuego teórico del Yak-9K era de 5,53 kg/s, que le ofrecía una ventaja considerable respecto a la mayoría de aviones monomotores alemanes de la época, excepto las "baterías de artillería volantes" tales como el Focke-Wulf Fw 190 A-6/R1 o el Messerschmitt Me 109 G-6/R6. En comparación a estos, el Yak-9K mantenía una buena maniobrabilidad horizontal porque no llevaba armamento en sus alas.
Desarrollado a fines de 1943, el prototipo del Yak-9K fue probado en el Instituto Central de Investigación de la Fuerza Aérea Soviética entre el 12 de enero y el 8 de abril de 1944. Entre abril y junio de 1944 se produjo un pequeño lote de aviones, con la cabina situada más atrás para mejorar el centro de gravedad, en una fábrica de Novosibirsk y enviado para pruebas en combate con el 3° Cuerpo Aéreo de Caza. Se probaron en combate 44 Yak-9K de este pequeño lote. Estos combatieron entre el 13 agosto y el 18 de setiembre de 1944 en el Tercer Frente Bielorruso, y del 15 de enero hasta el 15 de febrero de 1945 en el Segundo Frente Bielorruso. Las unidades de la Fuerza Aérea Soviética que los probaron fueron el 274° Regimiento de Caza de la 278ª División de Caza y el 812° Regimiento de Caza de la 65.ª División de Caza. Los Yak-9K derribaron 12 aviones alemanes, con un empleo promedio de 10 proyectiles por objetivo. De los 12 aviones alemanes derribados, 8 eran Fw 190 y 4 eran Me 109 G.
La experiencia de combate con el Yak-9K demostró que aunque el cañón automático NS-45 era letal para los aviones enemigos, en realidad solamente su primer disparo era apuntado. Una ráfaga corta (tres disparos), incluso si era disparada cuando el Yak-9K se hallaba cerca de su velocidad máxima, reducía la velocidad y la estabilidad del avión. A veces, los conductos de aceite y agua presentaban fugas después de haber disparado el cañón automático. Si se disparaba el NS-45 a velocidades por debajo de 350 km/h, el retroceso sacudía al piloto.
Otro problema que afectaba la eficacia del Yak-9K era que tenía una pobre relación potencia/peso respecto a su predecesor, aunque esto se debía principalmente a sus tanques de combustible más grandes antes que al peso de su armamento; se incrementó la capacidad de estos de los 440 l del Yak-9T a 650 l, permitiéndole transportar 153 l adicionales de gasolina. La pérdida de velocidad relativa del Yak-9K era de 40 km/h a 5.000 m, por lo que ascender a esta altitud tomaba un minuto más con el Yak-9K. En un intento por solucionar este problema, se les instaló tanques de combustible de 480 l a algunos de los Yak-9K que estaban en servicio. Para compensar la pobre maniobrabilidad en plano vertical del Yak-9K, los pilotos del 812° Regimiento de Caza desarrollaron tácticas que básicamente lo utilizaban como un caza pesado, en ataques por sorpresa a formaciones de bombarderos y con escolta de ágiles cazas Yakovlev Yak-3. Finalmente se decidió que el Yak-9K no entraría en producción. Además de su fiabilidad y problemas estructurales, otra razón importante fue que los bombarderos alemanes todavía estaban activos en el Frente del Este y en aquel momento de la guerra eran principalmente cazabombarderos Fw 190, con el obús de 45 mm siendo demasiado potente para estos. Para entonces se habían producido 59 Yak-9K.

### Otros aviones
El NS-45 también fue probado a bordo del Ilyushin Il-2, con un cañón montado en cada ala, pero este diseño no entró en producción. El 20 de agosto de 1943, el Comisariado Popular de la Industria Aeronáutica de la Unión Soviética ordenó que un Il-2 fuese probado con el nuevo cañón automático de 45 mm. El 10 de setiembre de 1943 estuvo terminado un Il-2 equipado con los nuevos cañones automáticos, que fue enviado al Instituto Central de Investigación de la Fuerza Aérea Soviética para ser probado. Debido a varios problemas que surgieron a partir de la instalación del NS-45 en este avión, las pruebas se retrasaron hasta el 8 de febrero de 1944. Los resultados fueron decepcionantes; los NS-45 mostraron una pobre precisión al atacar blancos del tamaño de un tanque y la fuerza de su retroceso era casi el doble de lo que las alas del Il-2 podían soportar con seguridad (unas 4.000 toneladas/fuerza).
Una de las tres versiones del prototipo del avión de ataque a tierra Tu-2Sh fue equipada con dos NS-37 y dos NS-45 como armamento frontal. Esta variante fue probada en 1946. Un programa de pruebas más sustancial tuvo lugar entre el 30 de diciembre de 1946 y el 3 de octubre de 1947 con el prototipo del caza nocturno Túpolev Tu-1, que estaba armado con dos NS-45 en el morro (cada uno con una cinta de 50 proyectiles) y dos Nudelman-Suranov NS-23 en las raíces de las alas. El proyecto del Tu-1 fue abandonado debido a sus motores poco fiables.